# Louis Demiautte
Louis Demiautte est un homme politique français né le 15 octobre 1829 à Saint-Léger (Pas-de-Calais) et mort le 18 octobre 1904 à Saint-Léger.
Agriculteur et industriel sucrier, il est président de la société centrale d'agriculture du Pas-de-Calais et conseiller d'arrondissement. Il est sénateur du Pas-de-Calais, inscrit au groupe de la Gauche républicaine de 1882 à 1891.

## Sources
- « Louis Demiautte », dans Adolphe Robert et Gaston Cougny, Dictionnaire des parlementaires français, Edgar Bourloton, 1889-1891 [détail de l’édition]
- « Louis Demiautte », dans le Dictionnaire des parlementaires français (1889-1940), sous la direction de Jean Jolly, PUF, 1960 [détail de l’édition]